# A.P. Møller-Mærsk
A.P. Møller-Mærsk A/S, vanligtvis känt som Mærsk, är ett danskt sjöfarts- och logistikföretag grundat 1904.
Maersk innefattar rederier, containerfrakt, logistik, lagerhållning, gasframställningsföretag, bank och detaljhandel, bland annat Dansk Supermarked och lågprisbutikskedjan Netto. Företaget är baserat i Köpenhamn, med dotterbolag och kontor i 130 länder och över 100 000 anställda över hela världen 2022. Maersk är Danmarks största bolag mätt efter omsättning. Forbes Global 2000 rankade 2023 Maersk som det 174:e största börsbolaget i världen.

## Historia
Bolaget grundades 1904 av Peter Mærsk Møller och hans son Arnold Peter Møller. Under A.P. Møllers ledning utvecklades företaget till ett av världens största rederier. Mellan 1965 och 2012 styrdes koncernen av A.P. Møllers son Arnold Mærsk McKinney-Møller. Under hans tid utvidgades verksamheten till områden som oljeutvinning, handel, industri och luftfart.

## Transport och logistik

### Maersk Line
Maersk Line är världens största rederi inom containerfrakt.

### APM Terminals
APM Terminals hanterar och driver containerterminaler runt om i världen.

### Maersk Container Industry
Containertillverkning med fabriker i Kina och huvudkontor i Danmark. 

### Svitzer
Svitzer blev majoritetsägt av Maersk 1979. Företaget erbjuder bogsering i över 100 hamnar och 20 olje- och gasterminaler över hela världen. 

### Damco
Damco var ett danskt logistikföretag som erbjöd globala transport- och logistiklösningar. Damco upphörde att existera 2020. 

## Olja och gas

### Maersk Oil
Maersk Oil etablerades 1962 när Maersk tilldelades en koncession för olje- och gasutvinning och produktion i den danska delen av Nordsjön. Maersk Oil har sedan dess letat och producerat olja och fossilgas i många delar av världen. 2018 såldes Maersk Oil till franska Total Energies för motsvarande 60 miljarder kronor.

### Maersk Drilling
Dotterbolaget Mærsk Drilling A/S avknoppades 2019 och noterades på Köpenhamnsbörsen som The Drilling Company of 1972.

### Maersk Supply Service
Företaget specialiserar sig på att leverera försörjningsfartyg och andra marina tjänster som stöder olje- och gasindustrin. 

## Kritik
Maersk står för en betydande del av Danmarks utsläpp av koldioxid, och har bland annat kallats "Danmarks värsta miljöbov".

## Galleri

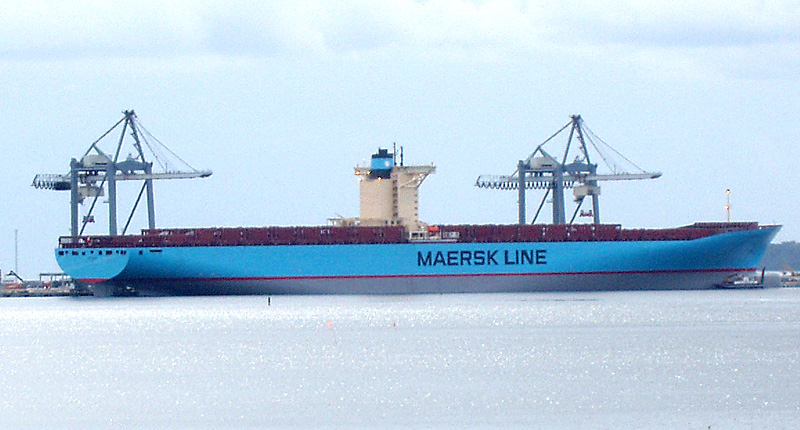
Containerfartyget M/S Emma Mærsk är ett av fem i en serie av de största fartyg som är i bruk idag.
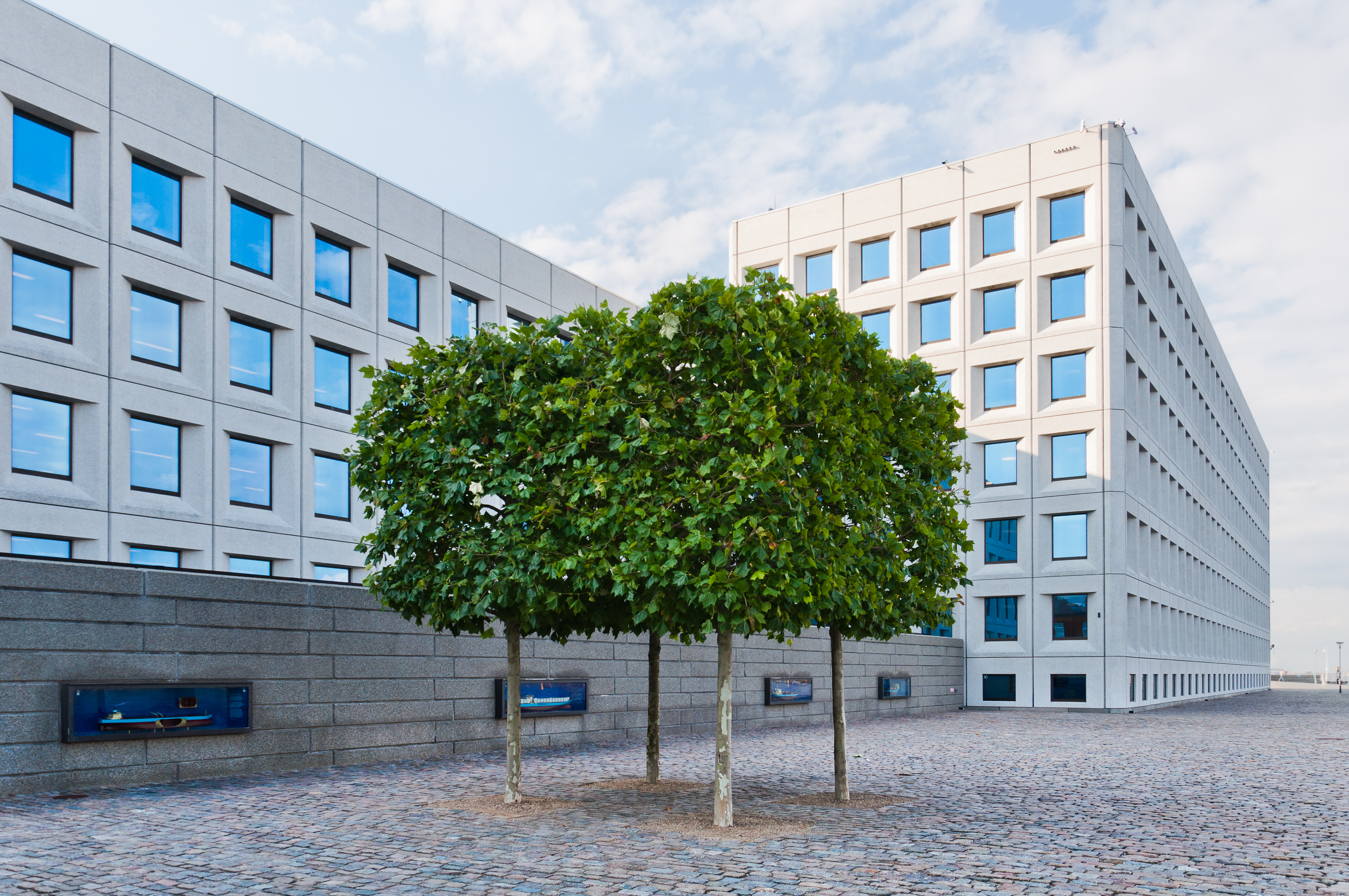
Huvudkontoret i Köpenhamn sett från hamnen.
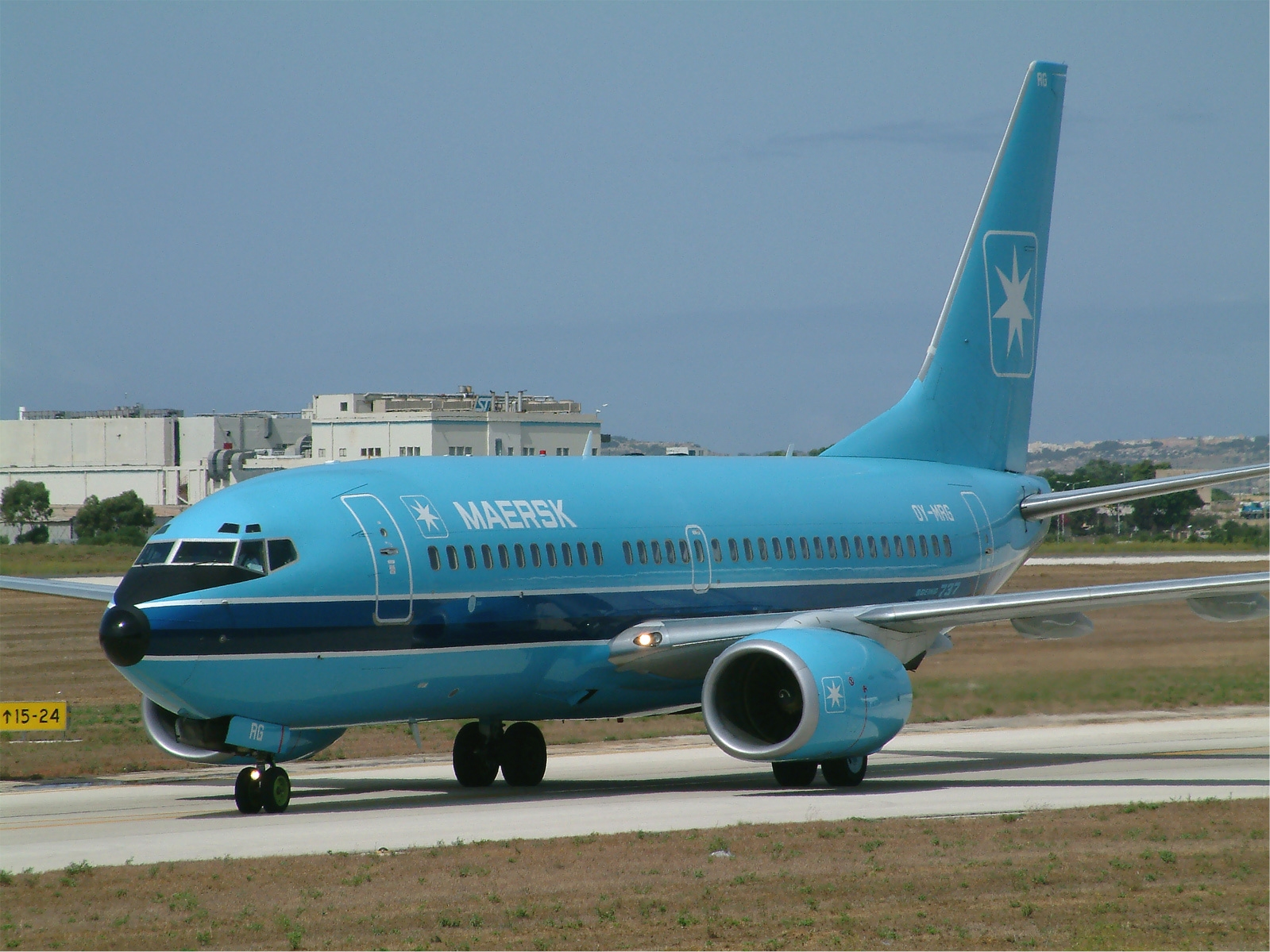
En Boeing 737-700 från Maersk Air på Malta.
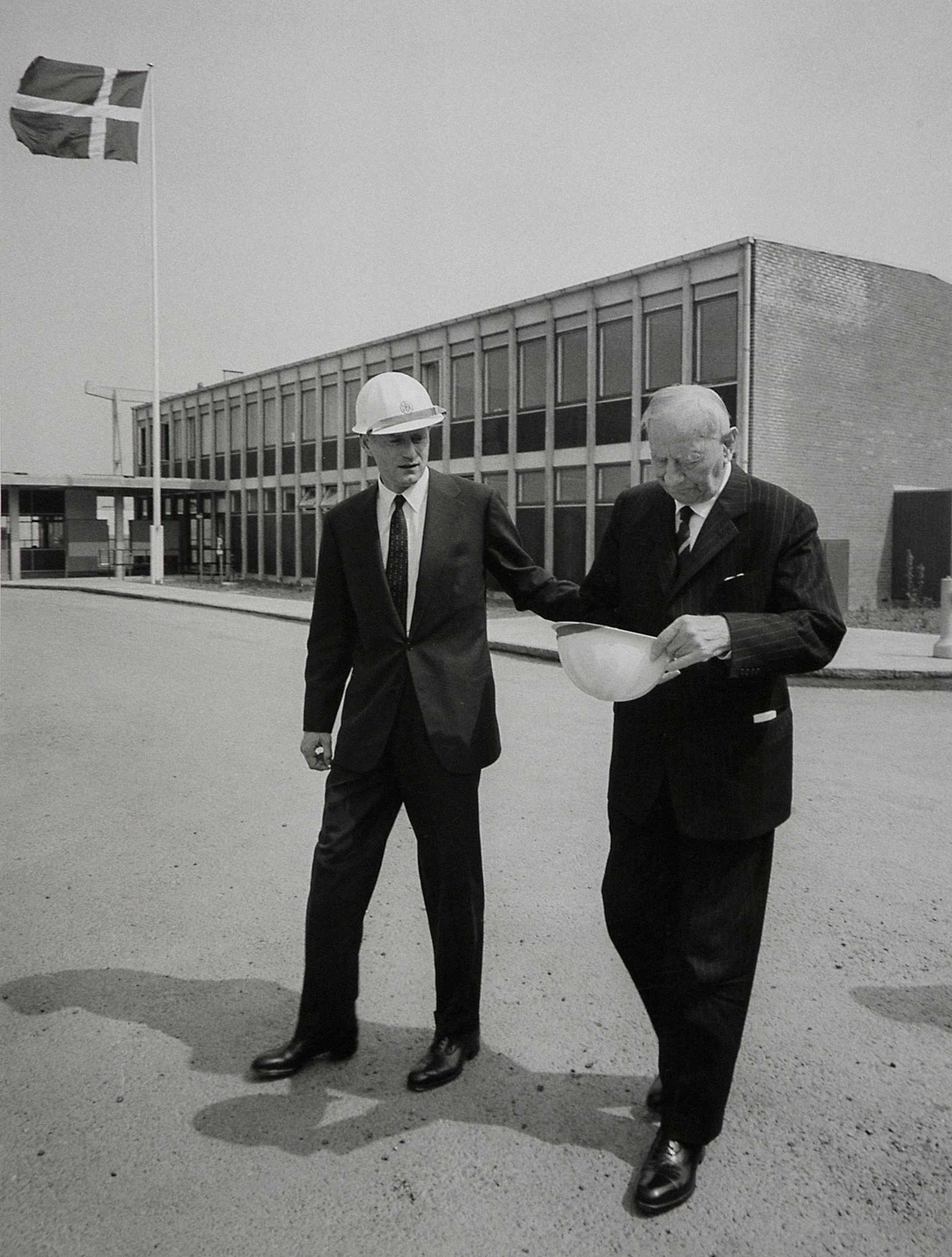
A.P. Møller och Mærsk Mc-Kinney Møller 19 juni 1962.